# Гетры

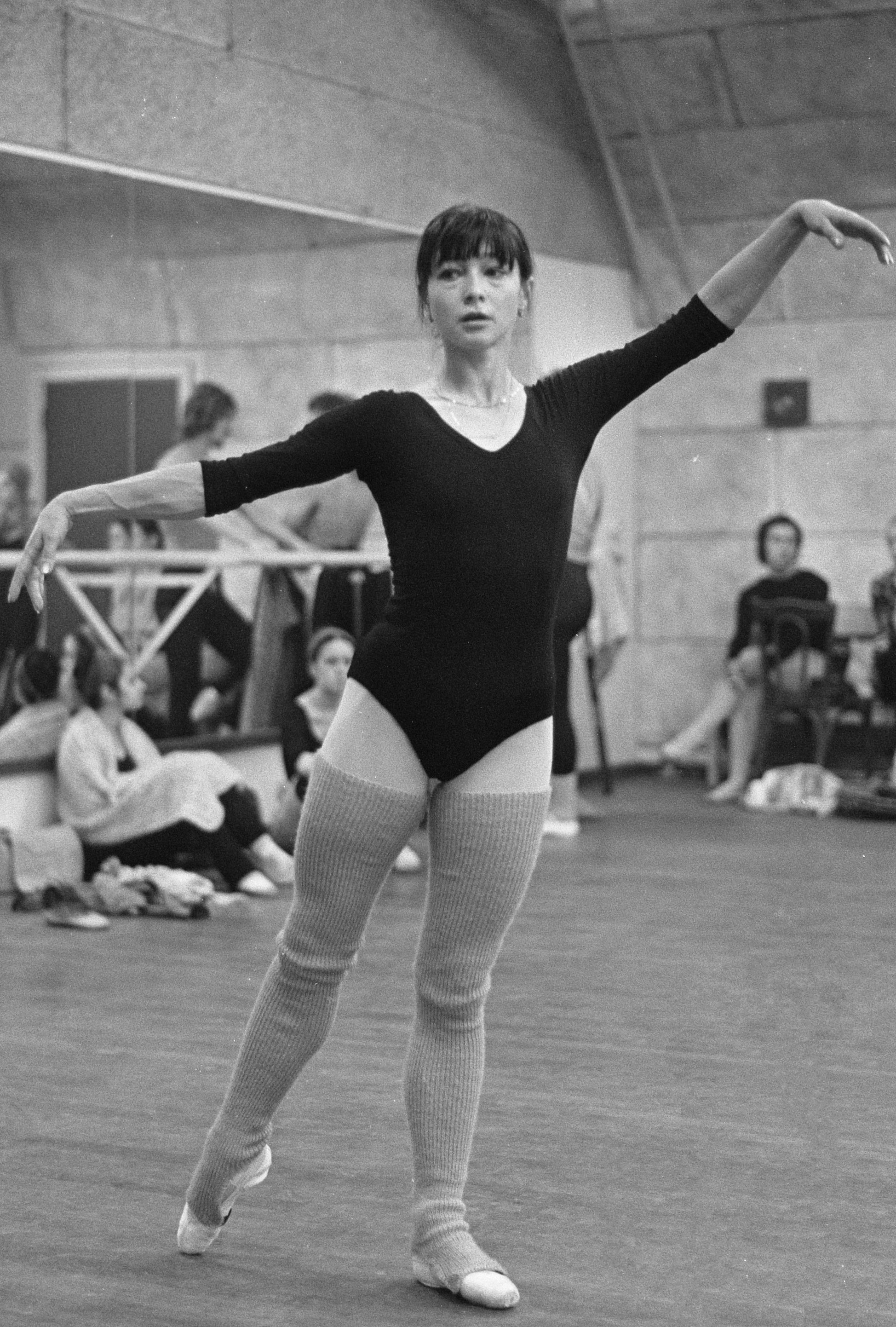
Екатерина Максимова в танцевальном трико и гетрах на репетиции, Голландский национальный балет, 1972 год.

Ге́тры (фр. guêtre) — род тёплых чулок, надеваемых поверх некоторой обуви, также застёгивающаяся накладка короткого (на щиколотке) накладного голенища. Разновидность футбольной формы.
Впервые гетры появились в России примерно в 1895 году. Первоначально их делали из кожи или из плотного материала, позже — из сукна. В 1990-х — 2000-х годах они снова вошли в моду как аксессуар женской уличной одежды.
Шерстяные гетры широко используются в качестве элемента спортивной и танцевальной одежды, позволяющего быстро разогревать мышцы ног во время тренировок и репетиций и сохранять их тёплыми во время растяжки.
Также гетры могут быть элементом спортивной формы. Например, они входят в состав комплекта формы профессиональных футболистов, у которых под гетрами крепятся специальные защитные щитки, используемые для защиты от ударов по ногам во время игры. Эти гетры, как правило, без штрипки (нижнего ремешка) либо штрипка гетры после надевания футбольной обуви находится внутри бутсы, чтобы не препятствовать ударам ногой по мячу.

Туристские гетры

В туризме гетры служат защитой от попадания внутрь ботинок грязи и воды. Такие гетры, помимо фиксирующей резинки под коленом, имеют на нижней части крючок, цепляющийся за шнурки ботинка, и ремешок-штрипку, проходящий под подошвой — для предотвращения скольжения вверх. Изготовляют их из тканей на основе нейлона или мембранных тканей, таких как Gore-Tex.